# Selección juvenil de rugby de Islas Vírgenes Británicas
La selección juvenil de rugby de las Islas Vírgenes Británicas es el equipo que representa al territorio británico de ultramar en las competiciones oficiales de rugby juvenil.

## Reseña histórica
Ha participado en una edición del torneo juvenil organizado por el Ente regional de América del Norte y el Caribe, la categoría del certamen es M19, su participación fue en el año 2014, en la cual obtuvo el último lugar en la competición

## Participación en copas

### Campeonato MundialM20
- No ha clasificado

### Trofeo MundialM20
- No ha clasificado

### RAN M19
- 2006 al 2013: No participó
- NACRA M19 2014: 4° puesto Trophy (último)
- 2015 al 2019: No participó